# Підгаєцьке джерело
Підгає́цьке джерело́ — гідрологічна пам'ятка природи місцевого значення в Україні. Розташоване на південній околиці міста Підгайці Тернопільської області, в долині річки Коропець, при в'їзді з боку міста Тернопіль, праворуч дороги.

## Пам'ятка
Оголошене об'єктом природно-заповідного фонду рішенням Тернопільської обласної ради № 50 від 26 лютого 1999 року.
Перебуває у віданні Підгаєцької міської ради.

## Характеристика
Площа — 0,08 га.
Під охороною — джерело питної води, що має важливе водорегулятивне, науково-пізнавальне значення.
Над джерелом відновлено дубовий хрест на честь скасування панщини 1848 року.